# 桑贾伊 (曲棍球运动员)
桑贾伊（Sanjay，2001年5月5日—），生于希萨尔县，印度男子曲棍球运动员，司职后卫，2018年夏季青年奥运会男子曲棍球银牌得主、2022年亚洲运动会男子曲棍球金牌得主。